# Нік Перумов
Нік Перумов (справжн. Микола Даниїлович Перумов, рос. Николай Даниилович Перумов) — російський імперський письменник-фантаст. Став широко відомим після своєї першої публікації у 1993 році епопеї «Кільце Пітьми», дія якої відбувається у Середзем'ї Джона Толкіна.

## Біографія
Народився 21 листопада 1963 року в Ленінграді, СРСР. Батько письменника - Данило Олександрович Перумов (1936-2012), вірменин, доктор біологічних наук, працював у відділенні молекулярної та радіаційної біофізики Інституту високомолекулярних сполук РАН
Закінчив кафедру біофізики фізико-механічного факультету Ленінградського політехнічного інституту за спеціальністю інженер-фізик 
Займався молекулярною біологією і десять років пропрацював у Ленінградському НДІ особливо чистих біопрепаратів. Крім іншого, Перумов брав участь у розробці методів лікування дітей, які постраждали від аварії на Чорнобильській АЕС .
Писати почав наприкінці 1970-х років. У той же час захопився фентезі та фантастикою, особливо книгами Джона Толкіна, які читав в оригіналі і робив власний переклад. Був учасником толкіністського руху, а також частим відвідувачем мережі Фідонет під псевдонімом «капітан Уртханг», воїн-орк. Першим великим твором Перумова, тоді ще письменника-аматора, стала дилогія «Сходження Темряви, або Середзем'я 300 років потому», дія якої відбувалася в Середзем'ї, світі Толкіна.
У 1993 році за пропозицією колеги Перумов опублікував дилогію у видавництві «Кавказька бібліотека». Через півроку відредагована версія книги була випущена видавництвом «Північний Захід» під назвою «Кільце Темряви». Книга викликала фурор на ринку фантастики, отримала як вкрай позитивні, так і критичні оцінки. Шанувальники вважають «Кільце Темряви» твором, що поклав початок російському фентезі, в той час як критики засуджують використання світу Толкіна, як об'єкта полеміки з його моральними установками. У 1994 році на письменника було скоєно невдалий хуліганський напад, пов'язаний, можливо, саме з розбіжностями навколо книги. У продовження «Кільця Темряви» Перумов пізніше написав роман «Адамант Хенни», який мав менший успіх.
Надалі Нік Перумов не писав про Середзем'я і публікував книги тільки про власні світи. Основним місцем дії його книг стало Упорядковане — система взаємопов'язаних світів, вперше згадана в романі «Загибель Богів». До нього входять такі світи, як Хьорвард, Евіал, Мельін та інші. Найбільшим твором про Упорядковане стало багатосерійне епопея «Хранитель мечів» про мага і шпигуна Фессе, що подорожує між світами, який виявився втягнутим у протистояння вселенських сил. У романах про Упорядкований автор дотримувався світоглядної позиції, близької до ніцшеанства, часто алегорично критичної до релігії.
Пізніше Перумов також писав книги в інших жанрах, таких як наукова фантастика («Череп на рукаві», «Череп в небесах»), стімпанк («Не час для драконів» і «Не місце для людей», у співавторстві з Сергієм Лук'яненком; цикл книг про Моллі Блеквотер), альтернативна історія («Млава червона», у співавторстві з Вірою Камшою).
У 1998 році, після фінансової кризи в Росії, з дружиною — кандидатом біологічних наук Ольгою Радієвною Ількаєвою (нар. 1969) — і трьома синами переїхав до США (спочатку в Даллас, потім у Північну Кароліну) , продовжуючи писати книги і одночасно працювати лаборантом в Університеті Дьюка за своєю основною спеціальністю — біофізика та молекулярна біологія.

## Суспільна позиція
У 2016 році заявив про себе як про противника десталінізації, водночас назвав себе монархістом і атеїстом .
8 лютого 2024 року назвав російське вторгнення на територію України «збиранням російських земель», попутно розкритикувавши громадян, які емігрували з Росії, за їхню антивоєнну позицію .

## Цитати
Бандерівсько-нацистський путч перейшов у вирішальну стадію. За ніч мирні протестувальники та ненасильницькі мітингувальники підвезли у Київ зброю, яку захопили в Галіції і вже майже взяли центр міста. <…> Не сьогодні-завтра в Одесі, Севастополі та Харкові з'являться летючі загони «Правого сектору», і озброєні вони будуть до зубів, автоматами, кулеметами і гранатометами, палицями та камінням дружин самооборони їх уже буде не спинити, оскільки ці гарні парубки будуть стріляти на ураження і без найменших вагань. — Перумов про події Євромайдану, 20.02.14
Оригінальний текст (рос.)
[
Бандеровско-нацистский путч перешёл в решающую фазу. За ночь мирные протестувальники и ненасильственные митингувальники подвезли в Киев захваченное в Галиции боевое оружие и уже практически взяли центр города. "Власть" уже ничего не контролирует, "ливийский" сценарий с "переходом полиции на сторону народу" в полном разгаре.Не сегодня-завтра в Одессе, Севастополе и Харькове появятся летучие отряды "Правого сектора", и вооружены они будут до зубов, автоматами, пулеметами и гранатомётами, палками и камнями дружин самообороны их уже будет не остановить, потому как эти гарны парубки палить будут на поражение и без малейших колебаний. Не исключаю, что попрут дуром и на корабли Черноморского флота, пустив перед собой в качестве живого щита "анижедетей" и зомбированных женщин, в которых у мальчишек-срочников стрелять не поднимется рука.
У русских регионов, у Крыма, остался только один выход — немедленная сецессия. У России связаны руки договором 1994 года, только в ситуации идущего снизу процесса "балканизации" Украины Москва может хоть чем-то помочь.
Честное слово, у меня больше вопросы к политике Президента России. Но сейчас у Владимира Владимировича уникальный, один раз в жизни дающийся шанс заслужить себе золотой памятник при жизни — добиться хотя бы свободы и независимости, права говорить на родном языке для Крыма, Одессы, Донбасса, Харькова...
] Помилка: {{Lang}}: текст вже має курсивний шрифт (допомога)